# Turistická značená trasa 6079
 Turistická značená trasa 6079 je žlutě vyznačená 6 kilometrů dlouhá pěší trasa Klubu českých turistů vedená ze Sídliště Barrandov k metru v Jinonicích. Na cestě překonává výškový rozdíl 75 metrů. Prochází katastrálním územím obcí Hlubočepy, Klukovice a Jinonice.

## Popis trasy
Trasa začíná na tramvajové zastávce Geologická na Sídlišti Barrandov. Vede západním směrem po okraji sídliště, poté horní částí přírodního parku do obce Klukovice. Zde se stočí na sever a sejde do údolí k bývalému Horovu mlýnu. Podejde most železniční trati 173, mine soutok Dalejského a Prokopského potoka a Prokopským údolím se podél trati vydá východně k rozcestí. U rozcestí odbočí na sever, opět podejde trať a příkrou cestou vystoupá až na vrchol na plošinu s loukou. Odtud se vydá na západ, obejde výběžek se zaniklým hradištěm a východním směrem dojde do staré vsi Butovice. Zde je odbočka ke kostelu. Poté se trasa dostane na hlavní silnici a podél ní až k metru.
| Km  | Místo                   | Navazující a křižující trasy | Nadm. výška |
| --- | ----------------------- | ---------------------------- | ----------- |
| 0   | Barrandov Geologická    |                              | 286 m       |
| 2   | Klukovice (viadukt)     | 3063                         | 247 m       |
| 2,5 | Prokopské údolí (rozc.) | 3063                         | 240 m       |
| 3,5 | Butovické hradiště      |                              | 315 m       |
| 5,5 | Staré Butovice          |                              | 312 m       |
| 6   | Jinonice (metro)        |                              | 300 m       |

## Zajímavá místa
- Prokopské údolí přírodní rezervace
- Horův mlýn
- bývalé Klukovické koupaliště
- pramen a studánka Stydlivá voda
- Hradiště Butovice
- Butovice
- Kostel svatého Vavřince v Butovicích

## Veřejná doprava
Trasa začíná u stanice tramvají Geologická na Sídlišti Barrandov a končí u stanice metra-B Jinonice.